# Wycinki (województwo pomorskie)
Wycinki – wieś kociewska w Polsce, położona w województwie pomorskim, w powiecie starogardzkim, w gminie Osiek w kompleksie leśnym Borów Tucholskich nad wschodnim brzegiem jeziora Kałębie.
W latach 1945–1975 miejscowość administracyjnie należała do tzw. dużego województwa gdańskiego, a w latach 1975-1998 do tzw. małego województwa gdańskiego.
Znajdująca się w Wycinkach świetlica wiejska powstała jako szkoła w 1892 roku, obecnie mieści się tu Muzeum Ziemi Kociewskiej. Obok niej znajduje się kaplica z napisem "Natura uczy nas pokory / 14 VII 2012 / Boże miej nas w swojej opiece", upamiętniająca trąbę powietrzną, jaka przeszła przez miejscowość 14 lipca 2012. 